# 탈곡기

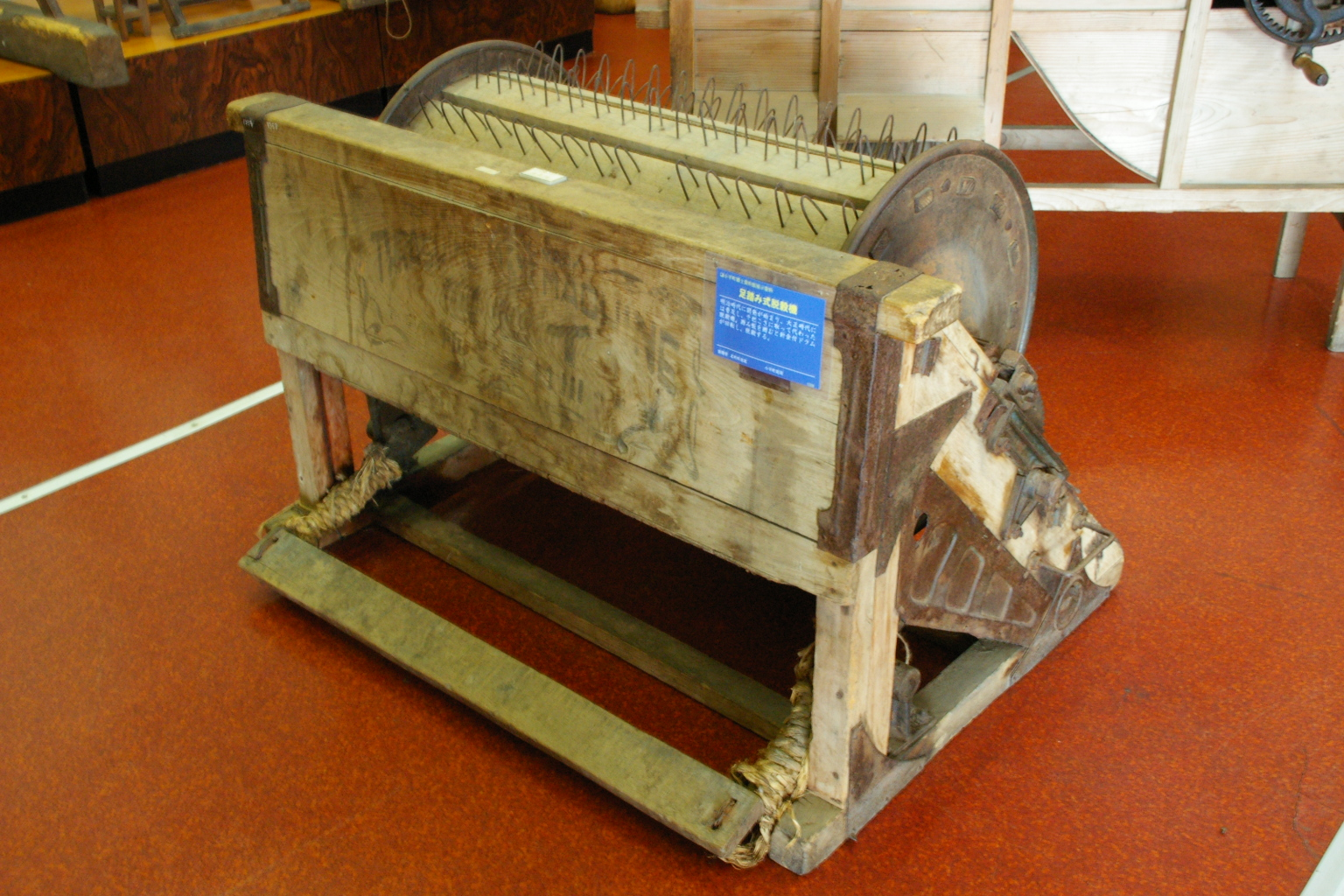
탈곡기

탈곡기(脫穀機)는 벼, 보리 따위의 이삭에서 낟알을 떨어내는 농기계다. 탈곡기가 발명되기 전에는 도리깨나 방아를 썼으며, 현대에는 콤바인이 추수와 탈곡을 함께하는데 쓰인다.

## 같이 보기
- 탈곡
- 정미소